# Ambitions (album)
Pour les articles homonymes, voir Ambitions (homonymie).
Albums de One Ok Rock
35xxxv
(2015) Eye of the Storm
(2019)
Singles
1. Always Coming Back
Sortie : 11 mars 2016
2. Taking Off
Sortie : 16 septembre 2016
3. Bedroom Warfare
Sortie : 18 novembre 2016
4. I Was King
Sortie : 15 décembre 2016
5. We Are
Sortie : 9 janvier 2017
6. American Girls
Sortie : 3 février 2017

Ambitions est le huitième album studio du groupe de rock japonais One Ok Rock,. Il a été publié le 11 janvier 2017 au Japon sous le label A-Sketch et le 13 janvier 2017 dans le reste du monde sous le label américain Fueled by Ramen.
La chanson Always Coming Back a été utilisée dans une série de publicités pour NTT Docomo, Kanjou no Subete / Nakama. Après avoir signé avec Fueled by Ramen le 11 septembre 2016, ils sortent le single principal Taking Off le 16 septembre 2016, qui a été utilisé comme thème pour le film japonais Museum.
Les singles, Bedroom Warfare sortent le 18 novembre 2016, I was King le 15 décembre 2016 et We Are le 9 janvier 2017.

## Contexte
Dans une interview avec le magazine britannique de rock Kerrang! du 10 décembre 2016, Taka, le chanteur de One Ok Rock a expliqué les trois thèmes de cet album : L'espoir, l'ambition et chanter ensemble. Il a déclaré qu'ils sont à un moment de leur carrière où ils essaient de percer un nouveau marché et d'atteindre le monde entier. Leur ambition, qui est un thème dominant dans le nouveau disque, les a poussé à faire de nouvelles choses et à réussir. L'espoir est symbolisé par le jaune de la pochette d'album.

## Thèmes
La plupart des thèmes de l'album sont des sujets plus personnels que leur précédent album 35xxxv. Il se concentre principalement sur la réalisation des rêves, la vie, la famille et les luttes contre la dépression. Leur deuxième titre, Bombs Away, raconte la lutte contre les démons intérieurs ou « vous contre vous-même ». We Are et Jaded sont des morceaux encourageants pour les personnes qui ont perdu leurs espoirs et qui symbolisent l'émancipation pour atteindre ses objectifs. Hard to Love et Always Coming Back sont des morceaux plus personnels dans Ambitions, Taka a écrit ces chansons dédiées à son père. I Was King raconte l'ambition du groupe de réaliser de plus grands rêves. Dans l'édition japonaise, 20/20 est une chanson de rupture parlant d'amants trompés par leurs proches. Listen concerne les problèmes des gens avec le suicide et la dépression, le groupe voulait les réveiller pour qu'ils n'abandonnent pas leur vie. Lost in Tonight est simplement une chanson de fête. Leur premier single, Taking Off, parle de suivre ses passions pour faire ce que l'on aime. Start Again et leur dernier morceau avec 5 Seconds of Summer, Take What You Want, sont les notes et l'engagement du groupe à quitter leur passé et à être prêts à surmonter ce qui les attend dans leur avenir.

## Promotion
Fueled by Ramen a publié le clip de Taking Off le 25 octobre 2016 et de Bedroom Warfare le 17 novembre 2016 qui étaient tous deux dirigés par Sitcom Soldiers. Le 16 décembre 2016 est sortie la vidéo de I was King, réalisée et animée par Ruth Barrett avec deux assistantes animatrices, Eva Wagner et Sam Thompson.
Le 13 novembre 2016, le groupe sort une compilation de séquences de One Ok Rock 2016 Special Live in Nagisaen et mixé avec la chanson Taking Off puis le 30 novembre 2016, ils sortent une vidéo de Studio Jam Session de Taking Off. Tous deux sont réalisés par Naoto Amazutsumi.
Le 1er janvier 2017, le groupe ouvre un site spécial intitulé WORLD AMBITIONS. C'est une célébration de l'album pour sa sortie le 11 janvier 2017. Il s'agit un site Web représentant visuellement des images d'espoir partagées et diffusées par des utilisateurs du monde entier via le site Web et Twitter / Instagram. Des personnes du monde entier peuvent y télécharger des images en jaune qui symbolisent l’espoir et les connectent toutes. L'utilisateur partage l'image souhaitée par les réseaux sociaux. Il est également possible de télécharger simultanément avec plusieurs noms.
Le 9 janvier 2017, le groupe sort le clip de We Are en version japonaise, tandis que Fueled by Ramen en sort la version internationale. Les deux vidéos ont été réalisées par Mark Staubach.
En janvier 2017, le groupe part en tournée nord-américaine pour 6 concerts et, de février à mai 2017, il organise 32 concerts dans certaines arènes japonaises.

## Performance commerciale
Au Japon, Ambitions a fait ses débuts au premier rang du Daily Oricon Albums Chart, avec 102 408 unités vendues. Pour sa première semaine sur le Weekly Oricon Albums Chart, il est arrivé en tête du classement avec plus de 232 710 exemplaires vendus; il s’est vendu plus de copies que son concurrent de la semaine Smap 25 Years de SMAP. Ambitions est devenu le deuxième album numéro un du groupe, entraînant également leurs meilleures ventes de première semaine pour un de leurs albums.

## Liste des titres

### Version japonaise
| No  | Titre                                         | Auteur                                                 | Durée |
| --- | --------------------------------------------- | ------------------------------------------------------ | ----- |
| 1.  | Ambitions (Introduction)                      | - Taka - Toru - Tomoya - Ryota - Colin Brittain        | 1:23  |
| 2.  | Bombs Away                                    | - Taka - Colin Brittain - Bruno Agra                   | 4:23  |
| 3.  | Taking Off                                    | - Taka - Dan Lancaster - Nick Long                     | 3:39  |
| 4.  | We Are                                        | - Taka - Toru - Colin Brittain - Nick Long             | 4:15  |
| 5.  | 20/20                                         | - Taka - Colin Brittain - Nick Long                    | 3:19  |
| 6.  | Always coming back                            | - Taka - Toru - John Feldmann                          | 3:33  |
| 7.  | Bedroom Warfare                               | - Taka - Nolan Sipe - Andrew Goldstein                 | 3:23  |
| 8.  | Lost in Tonight                               | - Taka - Kane Churko                                   | 2:52  |
| 9.  | I was King                                    | - Taka - John Feldmann - Colin Brittain - Simon Wilcox | 3:58  |
| 10. | Listen (avec Avril Lavigne)                   | - Taka - Colin Brittain - Nick Long                    | 3:39  |
| 11. | One Way Ticket                                | - Taka - Nick Long - CJ Baran                          | 3:37  |
| 12. | Bon Voyage                                    | - Taka - Toru - Colin Brittain                         | 4:06  |
| 13. | Start Again                                   | - Taka - Colin Brittain - Nick Long                    | 3:14  |
| 14. | Take what you want (avec 5 Seconds of Summer) | - Taka - Colin Brittain - Nick Long                    | 4:04  |

| 15. | Sans titre | 2:20 |

### Version internationale
| No  | Titre                                         | Auteur                                                 | Producteur(s)                       | Durée |
| --- | --------------------------------------------- | ------------------------------------------------------ | ----------------------------------- | ----- |
| 1.  | Ambitions (Introduction)                      | - Taka - Toru - Tomoya - Ryota - Colin Brittain        | - Colin Brittain                    | 1:23  |
| 2.  | Bombs Away                                    | - Taka - Colin Brittain - Bruno Agra                   | - Colin Brittain - Jonathan Gerring | 4:24  |
| 3.  | Taking Off                                    | - Taka - Dan Lancaster - Nick Long                     | - Dan Lancaster                     | 3:38  |
| 4.  | We Are                                        | - Taka - Toru - Colin Brittain - Nick Long             | - Colin Brittain - Jonathan Gerring | 4:15  |
| 5.  | Jaded (avec Alex Gaskarth d'All Time Low)     | - Taka - Colin Brittain - Nick Long                    | - Colin Brittain                    | 3:36  |
| 6.  | Hard to Love                                  | - Taka - Colin Brittain - Nick Long                    | - Colin Brittain                    | 3:16  |
| 7.  | Bedroom Warfare                               | - Taka - Nolan Sipe - Andrew Goldstein                 | - Nolan Sipe - Andrew Goldstein     | 3:22  |
| 8.  | American Girls                                | - Taka - Simon Wilcox - Scott Stevens                  | - Scott Stevens                     | 2:48  |
| 9.  | I Was King                                    | - Taka - John Feldmann - Colin Brittain - Simon Wilcox | - Colin Brittain                    | 3:58  |
| 10. | Listen                                        | - Taka - Colin Brittain - Nick Long                    | - Colin Brittain                    | 3:39  |
| 11. | One Way Ticket                                | - Taka - Nick Long - CJ Baran                          | - CJ Baran - Mike Shinoda           | 3:36  |
| 12. | Bon Voyage                                    | - Taka - Toru - Colin Brittain                         | - Colin Brittain                    | 4:05  |
| 13. | Start Again                                   | - Taka - Colin Brittain - Nick Long                    | - Colin Brittain                    | 3:14  |
| 14. | Take What You Want (avec 5 Seconds of Summer) | - Taka - Colin Brittain - Nick Long                    | - Colin Brittain                    | 4:03  |

## Classements

### Album
| Classement musical              | Meilleure position |
| ------------------------------- | ------------------ |
| Australie (ARIA)                | 57                 |
| Autriche (Ö3 Austria Top 40)    | 72                 |
| Belgique (Flandre Ultratop)     | 195                |
| Canada (Canadian Albums)        | 61                 |
| Japon (Oricon)                  | 1                  |
| Nouvelle-Zélande (RIANZ)        | 2                  |
| États-Unis (Billboard 200)      | 106                |
| États-Unis (Digital Albums)     | 19                 |
| États-Unis (Alternative Albums) | 9                  |
| États-Unis (Top Rock Albums)    | 12                 |
| États-Unis (Hard Rock Albums)   | 2                  |

### Singles
| Titre              | Année | Meilleures positions |
| Titre              | Année | JPN Billboard        |
| ------------------ | ----- | -------------------- |
| Always Coming Back | 2016  | 9                    |
| Taking Off         | 2016  | 4                    |
| Bedroom Warfare    | 2016  | 20                   |
| I Was King         | 2016  | 26                   |
| We Are             | 2017  | 4                    |

### Autres pistes classées
| Titre                                          | Année | Meilleures positions | Meilleures positions | Meilleures positions |
| Titre                                          | Année | JPN Billboard        | US Hot Rock          | Spotify Viral 50     |
| ---------------------------------------------- | ----- | -------------------- | -------------------- | -------------------- |
| Listen (feat. Avril Lavigne)                   | 2017  | 93                   | —                    | —                    |
| Take What You Want (feat. 5 Seconds of Summer) | 2017  | 57                   | 44                   | 13                   |

## Interprètes
- Takahiro "Taka" Moriuchi : chant
- Tōru Yamashita : guitare
- Ryota Kohama : basse
- Tomoya Kanki : batterie, percussions